# TV Fischbek Hamburg
TV Fischbek Hamburg  - żeński klub piłki siatkowej z Niemiec. Został założony w 1957 roku z siedzibą w mieście Hamburg. Od sezonu 2011/2012 do 2012/2013 w klubie występowała Polka - Paulina Bryś. Po sezonie 2015/16 z powodów finansowych drużyna została wycofana z Bundesligi. W sezonie 2020/21 drużyna występuje pod nazwą Volleyball-Team Hamburg w Regionallidze (3. poziom).

## Sukcesy
- Mistrzostwo Niemiec:
  -  2002/2003